# Upi (Maguindanao del Norte)
Upi ist eine philippinische Stadtgemeinde in der Provinz Maguindanao del Norte. Sie hat 53.583 Einwohner (Zensus 1. August 2015).

## Baranggays
Upi ist politisch in 23 Baranggays unterteilt.
| - Bantek - Bayabas - Blensong - Borongotan - Bugabungan - Bungcog - Darugao - Ganasi | - Kabakaba - Kibleg - Kibucay - Kiga - Kinitaan - Mirab - Nangi - Nuro (Poblacion) | - Ranao Pilayan - Rempes - Renede - Renti - Rifao - Sefegefen - Tinungkaan |